# RR Lyrae
Az RR Lyrae egy változócsillag a Lyra (Lant) csillagképben. Ez a csillag a prototípusa az RR Lyrae típusú változócsillagoknak. Periódusa 13 óra, látszólagos fényessége 7 és 8 magnitúdó között oszcillál. A csillag változó mivoltát Williamina Fleming skót csillagász fedezte fel a Harvard Obszervatóriumban, 1901-ben. Mivel az RR Lyrae változók fontos standard gyertyák, a csillag távolságának pontos ismerete szükséges a luminozitásának meghatározásához, csakúgy, mint az osztály többi tagja esetén.
A Hubble űrtávcső segítségével sikerült az RR Lyrae távolságának meghatározása 5% határon belül: 262 parszek, vagy 854 fényév. Amennyiben ez helyes, a csillag abszolút fényessége 0,61, közel 49-szerese a Napénak.

## Külső hivatkozások
RR Lyrae: a DSS2, az SDSS Data Release 1, 3, 4, 5, 6 és az IRAS képein, Hidrogén α, Röntgen- és ultraibolya tartományban, Asztrofotókon és Csillagtérképen. További cikkek és képek az objektumról WikiSky-on.